# Tate Modern
Tate Modern je britské národní muzeum moderního umění a spolu s Tate Britain, Tate Liverpool a Tate St. Ives část Tate Gallery.
Galerie se nachází v budově původní elektrárny Bankside, jejímž tvůrcem byl sir Giles Gilbert Scott, architekt elektrárny Battersea. Elektrárna v Bankside byla postavena ve dvou etapách v letech 1947 a 1963 a byla vyřazena z provozu roku 1981. Po rekonstrukci byla otevřena jako galerie 12. května 2000 a stala se velmi populární pro obyvatele Londýna i turisty. Vstup do galerie je volný.
Stálá expozice se nachází ve třetím a pátém poschodí, zatímco ve čtvrtém patře probíhají specializované výstavní akce. Po otevření byla sbírka galerie uspořádána tematicky ve skupinách: historie – paměť – společnost; nahota – akce – tělo; krajina – hmota – prostředí; zátiší – objekty – reálný život.
Turbínová hala, kde se nacházel elektrický generátor původní elektrárny, je vysoká sedm poschodí a má plochu 3 400 m². Je každoročně využívaná pro speciální výstavy současných umělců v období mezi říjnem a březnem. Mezi umělce, kteří vystavovali v Turbínové hale, patří Louise Bourgeoisová, Juan Muñoz, Anish Kapoor, Ólafur Elíasson, Bruce Nauman a Rachel Whitereadová.
V září 2011 bylo poprvé v galerii Tate Modern představeno současné české umění - projekt Kateřiny Šedé Od nevidím do nevidím / From Morning till Night.[zdroj?]
V červnu 2016 byla galerie rozšířena o nové prostory v podobě desetipatrové pyramidy, která rozšířila prostory galerie o 60 procent.